# Tarphops
Tarphops is een geslacht van straalvinnige vissen uit de familie van schijnbotten (Paralichthyidae).

## Soorten
- Tarphops elegans Amaoka, 1969
- Tarphops oligolepis (Bleeker, 1858-1859)